# 제임슨 습격
제임슨 습격(아프리칸스어: Jameson-inval, 직역: ''제임슨의 침공'', 1895년 12월 29일 – 1896년 1월 2일)은 세실 로즈가 고용한 영국 식민지 행정관 리앤더 스태르 제임슨이 트란스발 공화국 (일반적으로 트란스발로 알려짐)에 대한 습격을 시도했으나 실패한 사건이다. 이 습격에는 500명의 영국 남아프리카 회사 경찰이 참여했으며, 1895–96년 새해 연휴 기간에 로디지아에서 시작되었다. 세실 로즈가 개인적으로 큰 증오심을 가지고 있던 폴 크뤼거는 당시 트란스발 공화국의 대통령이었다. 이 습격은 트란스발에 거주하는 주로 영국인 해외 이주 노동자들(우이트랜더로 알려짐)의 봉기를 유발하기 위한 것이었으나 실패로 끝났다.
이 노동자들은 요하네스버그 음모자라고 불렸다. 그들은 군대를 모집하고 봉기를 준비할 것으로 예상되었으나, 습격은 효과가 없었고 봉기는 일어나지 않았다. 이 습격의 결과는 영국 정부에 대한 굴욕, 케이프 식민지 총리로서의 세실 로즈 교체, 그리고 트란스발과 그 금광에 대한 보어인의 지배력 강화로 이어졌다. 또한, 많은 전투 병력이 철수하면서 로디지아가 취약해졌고, 이는 불과 두 달 후 제2차 마테벨레 전쟁으로 이어지는 한 요인이 되었다. 이 습격은 제2차 보어 전쟁의 원인 중 하나가 되었다.

## 배경
훗날 남아프리카 공화국이 된 나라는 19세기 후반에 정치적으로 통일되지 않았다. 이 지역은 네 개의 독립적인 실체로 나뉘어 있었다. 두 개의 영국 식민지인 케이프 식민지와 나탈 식민지, 그리고 두 개의 보어인 공화국인 오라녜 자유국과 트란스발 공화국이 그것이다.

### 식민지와 공화국의 건국
케이프는 특히 현재의 케이프타운 주변의 작은 지역으로, 남아프리카에서 유럽인들이 처음으로 정착한 곳이었다.
네덜란드 동인도 회사 (Vereenigde Oost-Indische Compagnie, VOC) 관리들은 유럽인들의 무역 제국 내 영구적인 정착을 선호하지 않았지만, 네덜란드 통치 140년 동안 많은 VOC 관리들이 은퇴하거나 해고되어 개인 시민으로 남았다. 그러나 소수의 오랜 VOC 직원들은 농부로서 케이프에서 은퇴할 목적으로 토지 부여를 신청하는 데 관심을 표명했다. 시간이 지나면서 그들은 계약 기간을 마친 후 해외 네덜란드 영토에 머무는 이전 VOC 직원들, 즉 vrijlieden(자유인), 또는 vrijburgers(자유 시민) 계층을 형성하게 되었다. 여러 세대에 걸쳐, 이 정착 유럽 인구는 아프리카너(이전에는 때때로 Afrikaander 또는 Afrikaaner, 네덜란드어 Africaander에서 유래) 또는 보어인(농부)이라는 독특한 정체성을 형성하게 되었다.
1806년, 케이프는 대영 제국에 의해 식민화되었다. 처음에는 영국의 통제가 나폴레옹 보나파르트로부터 동방 무역로를 보호하는 것을 목표로 했으나, 영국은 곧 케이프 식민지를 더욱 발전시킬 잠재력을 깨달았다. 영국의 통제와 새로운 제도 및 기관 도입에 대한 반감은 아프리카너/보어인 공동체의 상당 부분에서 커져갔다. 1834년부터 1840년 사이에 약 15,000명의 보어인이 영국 영토 밖으로 주권을 찾아 소달구지 무리를 지어 케이프 식민지를 떠났다. 이 이민자들은 주로 식민지의 동방 확장의 최전선에 있었던 동부의 개척 농부들인 트렉보어인으로 구성되었다. 이 이민은 대이주로 알려지게 되었고 이민자들은 부어트레커스라고 불렸다. 대이주의 다양한 동기에 대한 세부 사항은 부어트레커 지도자 피트 레티프의 1837년 선언문에 명시되어 있다.
보어트레커들은 먼저 동쪽으로 이동하여 나중에 나탈리아로 알려진 영토에 정착했다. 1839년에 그들은 새로운 보어인 고향으로 나탈리아 공화국을 세웠다. 다른 보어트레커 무리들은 북쪽으로 이동하여 오렌지강과 발강 너머에 정착했다.
보어트레커들이 독립을 주장하려는 노력을 무시하고 영국은 1843년 나탈리아 공화국을 합병하여 나탈리아 식민지가 되었다. 1843년 이후 영국 정부 정책은 남아프리카에서의 추가 확장에 강력히 반대했다. 비록 북쪽으로 더 많은 영토를 합병하려는 몇몇 실패한 시도가 있었지만, 영국은 1852년의 샌드 리버 협약과 1854년의 오렌지 리버 협약을 통해 각각 트란스발 공화국과 오라녜 자유국의 독립을 공식적으로 인정했다.

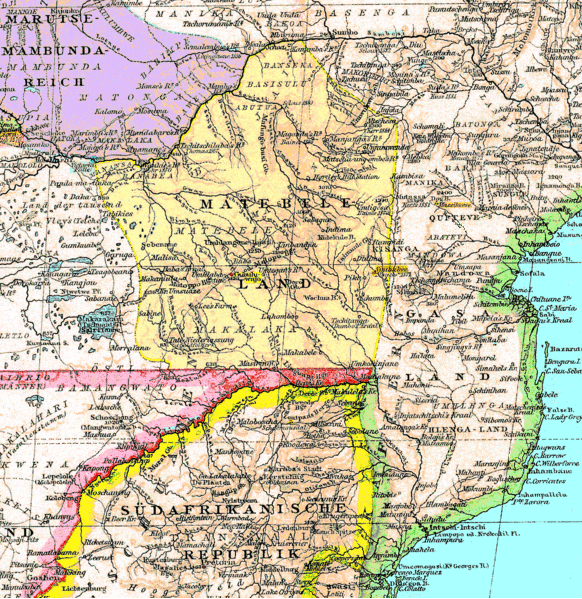
남동 아프리카, 1887년

제1차 보어 전쟁 이후, 윌리엄 유어트 글래드스턴 정부는 1884년 런던 협약을 체결하여 트란스발의 독립을 회복시켰다. 이때 얀 게릿 반티에스(1843-1911)에 의해 2년 후 비트바테르스란트의 거대한 금광이 발견될 것이라는 사실은 알지 못했다.

### 경제
정치적 분열에도 불구하고, 네 영토는 강하게 연결되어 있었다. 각 영토는 케이프에서 이주해 온 유럽-아프리카인들로 채워져 있었으며, 많은 시민들은 다른 영토에 친척이나 친구를 두고 있었다. 남아프리카에서 가장 크고 오래된 국가로서, 케이프는 경제적, 문화적, 사회적으로 지배적이었다; 나탈리아와 두 보어 공화국의 인구는 대부분 자급자족 농민이었다.
상대적으로 단순했던 농업 동학은 1870년, 현대의 킴벌리 주변 거대한 다이아몬드 광산이 발견되면서 뒤바뀌었다. 이 지역은 역사적으로 오라녜 자유국의 관할 하에 있었지만, 케이프 정부는 영국 정부의 지원을 받아 이 지역을 합병했다.

### 금 발견
1884년 6월, 얀 게릿 반티에스(1843–1914)는 보헬스트루이폰테인에서 금의 흔적을 발견했고(세실 로즈에게 반티에스 캠프에서 3,000파운드에 직접 판매된 최초의 금), 이어서 9월에는 루데포트 근처 빌헤스프루이트에서 스트루벤 형제가 금을 발견하여 비트바테르스란트 골드러시와 현대의 요하네스버그가 시작되었다. 비트바테르스란트의 첫 금광은 반티에스 통합 광산이었다. 1886년까지 주 광맥에 엄청난 금 매장량이 있다는 것이 분명해졌다. 주로 영국 출신의 수많은 우이트랜더 (외국인)들이 일자리와 부를 찾아 이 지역으로 몰려들었다. 금 발견으로 트란스발은 하룻밤 사이에 남아프리카에서 가장 부유하고 잠재적으로 가장 강력한 국가가 되었지만, 너무나 많은 우이트랜더들(1896년 약 6만 명)이 몰려들어 그들은 보어인들(약 3만 명의 백인 보어인 남성)을 빠르게 압도했다.
트란스발이 독립을 잃고 영국의 식민지가 될까봐 두려워한 보어 정부는 우이트랜더들이 참정권, 즉 투표권을 얻기 위해 최소 4년 이상 트란스발에 거주해야 한다는 제한을 포함하여 보호주의 및 배제 정책을 채택했다. 그들은 주로 영국과 미국인 소유였던 성장하는 금광 산업에 무거운 세금을 부과했다. 이러한 과세로 인해 우이트랜더들은 대표성 부족에 대해 점점 더 분노하고 불만을 품게 되었다. 폴 크뤼거 대통령은 얀 게릿 반티에스를 포함한 비밀 회의를 소집하여 커져가는 문제를 논의했고, 비보어인 거주자들에게 다이너마이트 판매에 무거운 세금을 부과하기로 결정했다. 네덜란드어와 영어를 모두 유창하게 구사하고 쓸 수 있었던 얀 G. 반티에스는 폴 크뤼거의 가까운 친구였으며, 그들의 인연은 대이주 시절로 거슬러 올라간다. 얀의 아버지 얀 게릿츠 반티에스는 대이주 동안 폴 크뤼거에게 초등 교육을 시켰으며, 얀 게릿츠는 그의 핵심 측근 중 한 명이었다. 이 비밀 회의는 트란스발 공화국을 영국과의 충돌 코스로, 그리고 1899-1902년의 영국-보어 전쟁으로 이끌었으며, 보어인 편을 듦으로써 독일에 대한 영국의 감정을 극도로 격화시켰다. 이러한 다이너마이트 세금 부과로 인해 상당한 불만과 긴장이 고조되기 시작했다. 요하네스버그는 주로 우이트랜더 도시였으므로, 그곳의 비보어인 지도자들은 봉기 계획을 논의하기 시작했다.
케이프 식민지 총리 세실 로즈는 트란스발과 오라녜 자유국을 영국 통제 하의 연방으로 통합하려는 열망을 가지고 있었다. 그는 알프레트 바이트와 상업 광업 이권을 합쳐 드비어스 광업 공사를 설립했으며, 이 두 사람은 요하네스버그 금광 산업도 통제하기를 원했다. 그들은 우이트랜더들의 불만을 조장하는 데 중요한 역할을 했다.
로즈는 훗날 언론인 W. T. 스테드에게 우이트랜더들의 반란이 자신이 통제하지 않으면 영국에 문제를 일으킬까 봐 두려웠다고 말했다.
내가 이 게임에 참여하지 않으면 현지 세력들이 폴 크뤼거 대통령을 곧 해치울 것이 확실해 보였다. 그러면 나는 미국 공화국과 맞서게 될 것이었다—영국에 대해 강하게 적대적이고 질투하는 의미에서 미국적이며, 주로 미국인과 시드니 불레틴 호주인들로 구성되어 [유니언 잭]을 전혀 신경 쓰지 않는 미국 공화국. 그들은 모든 랜드(금광 지역)를 마음대로 사용할 수 있을 것이었다. 아웃랜더 공화국의 매력은 다른 모든 식민지들을 그 주위로 모이게 했을 것이다. 그들은 그것을 중심으로 연방을 결성할 것이고, 우리는 남아프리카를 잃었을 것이다. 이러한 재앙을 막기 위해, 너무 늦기 전에 아웃랜더들을 끌어들이기 위해 나는 내가 한 일을 했다.

1895년 중반, 로즈는 북쪽 영국 식민지인 로디지아에서 무장 부대가 침입하여 통제를 목표로 우이트랜더 봉기를 지원할 계획을 세웠다. 이 습격은 우이트랜더 지도자들의 망설임으로 인해 곧 어려움에 부딪혔다.

### 드리프츠 위기
1895년 9월과 10월, 트란스발과 케이프 식민지 정부 간에 보어인 무역 보호주의를 둘러싼 분쟁이 발생했다. 케이프 식민지는 요하네스버그로 가는 철도 노선의 트란스발 구간 사용에 대해 트란스발 정부가 부과하는 높은 요금을 지불하기를 거부하고, 대신 발강을 직접 건너 여울(남아프리카에서는 '드리프츠'로 알려짐)을 통해 마차로 물품을 보내기로 했다. 트란스발 대통령 폴 크뤼거는 드리프츠를 폐쇄함으로써 대응했고, 이는 케이프 식민지 정부를 분노하게 했다. 트란스발은 결국 양보했지만, 국가와 케이프 식민지 간의 관계는 여전히 긴장 상태로 남아있었다.

## 제임슨 부대와 습격 개시

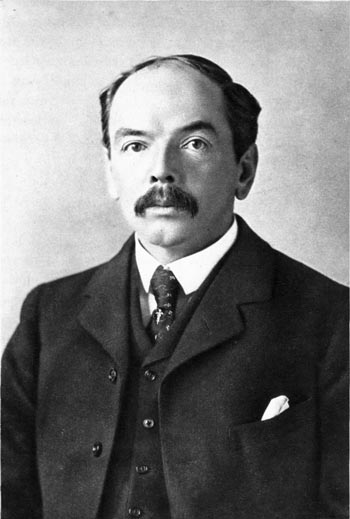
리앤더 스태르 제임슨 경

계획의 일환으로, 로즈의 명령에 따라 트란스발 국경의 피트사니에 부대가 배치되어 봉기 시 우이트랜더들에게 신속하게 지원을 제공할 수 있도록 했다. 이 부대는 세실 로즈가 회장이었던 특허 회사의 총독인 리앤더 스태르 제임슨의 통제를 받았다. 다른 사령관 중에는 롤리 그레이도 있었다. 병력은 약 600명으로, 약 400명은 마타벨레랜드 기마 경찰이었고 나머지는 다른 자원봉사자들이었다. 이들은 소총, 8~16정의 맥심 기관총, 그리고 3~11문의 경대포로 무장했다.
계획은 요하네스버그가 봉기하여 프리토리아의 보어인 무기고를 점령하는 것이었다. 제임슨과 그의 부대는 국경을 넘어 요하네스버그로 진격하여 "질서를 회복"하고 요하네스버그를 통제함으로써 금광을 통제할 것이었다.
그러나 제임슨이 봉기가 시작되기를 기다리는 동안 개혁위원회와 요하네스버그 우이트랜더 개혁가들 사이에 쿠데타 후 채택될 정부 형태에 대한 의견 차이가 발생했다. 한 시점에서 특정 개혁가들은 제임슨에게 어려움을 알리고 철수할 것을 권고하기 위해 연락했다. 600명의 불안정한 병력과 다른 압력에 직면한 제임슨은 지연에 좌절했고, 망설이는 요하네스버그 개혁가들을 행동하게 만들 수 있다고 믿고 진행하기로 결정했다. 그는 1895년 12월 28일 로즈에게 "별다른 지시가 없다면 내일 저녁에 떠날 것이다"라는 의도를 경고하는 전보를 보냈고, 바로 다음 날 "오늘 밤 트란스발로 떠날 것이다"라는 추가 메시지를 보냈다. 그러나 첫 전보의 전송이 지연되어 두 전보가 12월 29일 아침에 동시에 도착했으며, 그때쯤 제임슨의 병사들은 전신선을 끊어 그를 불러들일 방법이 없었다.
1895년 12월 29일, 제임슨의 무장 부대는 트란스발로 진입하여 요하네스버그로 향했다. 그들은 보어인 코만도들이 동원되기 전에 요하네스버그까지 3일 만에 돌격하여 우이트랜더들의 봉기를 촉발할 수 있기를 바랐다.
영국 식민지 장관, 조지프 체임벌린은 습격의 궁극적인 목표에 공감했지만, 우이트랜더들이 지지하지 않았기 때문에 실수가 될 것이라고 깨달았다. 그는 즉시 습격을 중단시키려 했고, "이것이 성공하면 나는 망할 것이다. 런던으로 가서 이 일을 막아야 한다"고 말했다. 그는 급히 런던으로 돌아와 케이프 식민지 총독 제1대 로즈미드 남작 허큘리스 로빈슨에게 리앤더 스태르 제임슨의 행동을 부인하도록 명령했고, 로즈에게 케이프 총리가 습격에 연루된 것으로 밝혀지면 회사의 특허가 위험에 처할 것이라고 경고했다. 따라서 체임벌린은 현지 영국 대표들에게 영국 식민지 개척민들에게 습격자들을 돕지 말라고 촉구했다.

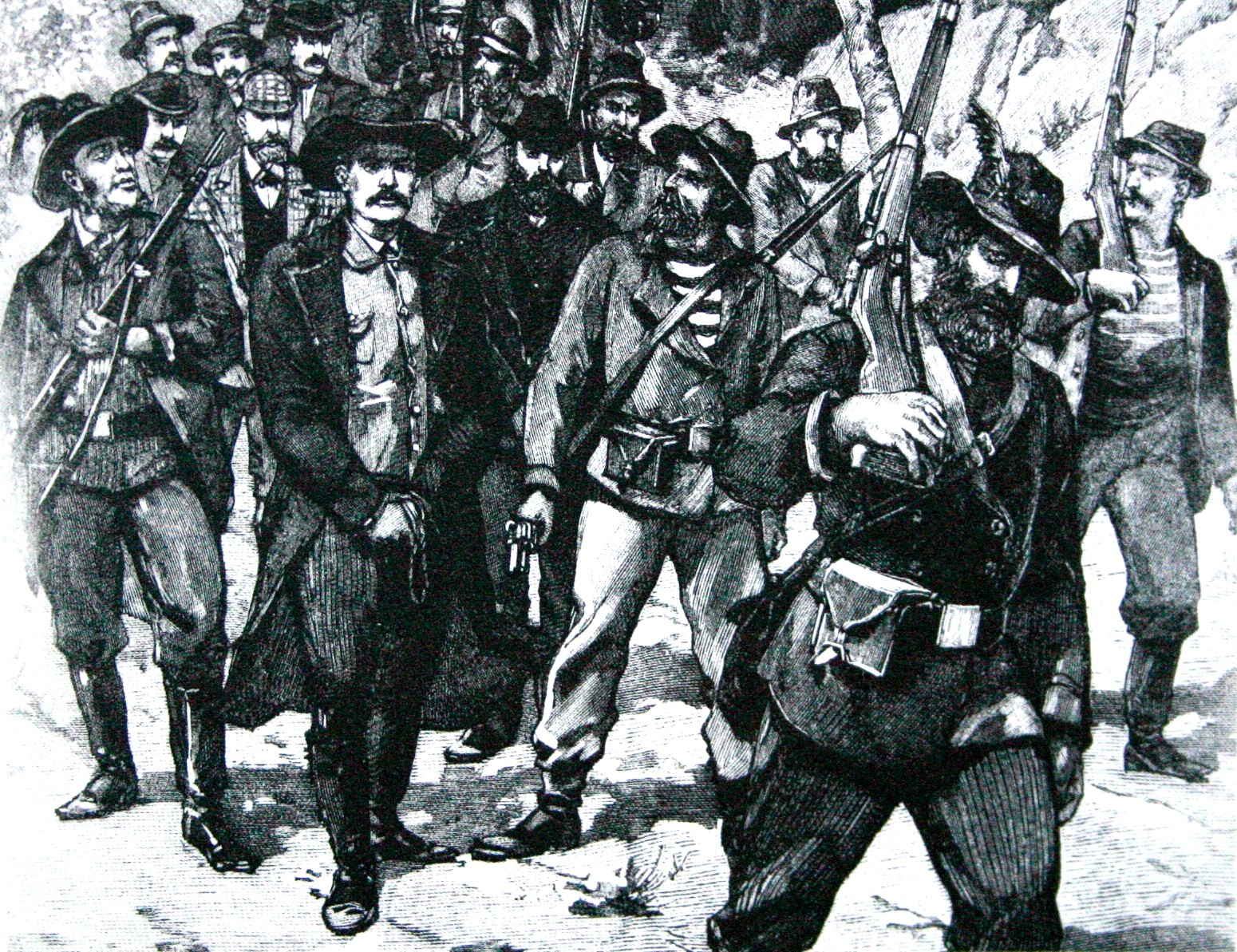
습격 후 제임슨의 체포 – 쁘띠 파리지앵 1896

제임슨의 병사들은 케이프타운으로 가는 전신선을 끊었지만, 프리토리아로 가는 전신선은 끊는 데 실패했다(실수로 울타리를 끊음). 따라서 그의 침공 소식은 프리토리아에 신속하게 전달되었고, 제임슨의 무장 부대는 국경을 넘는 순간부터 트란스발 병력에 의해 추적되었다. 제임슨의 무장 부대는 1월 1일 아주 이른 시간에 보어인 전초 기지와의 짧은 교전에서 처음으로 저항에 부딪혔다. 정오 무렵 제임슨의 무장 부대는 크뤼허르스도르프에서 약 20마일 더 전진했으며, 그곳에서 소규모 보어인 병력이 요하네스버그로 가는 길을 막고 참호를 파고 방어 태세를 갖추고 있었다. 제임슨의 부대는 보어인들과 몇 시간 동안 교전하면서 몇 명의 병사와 많은 말을 잃었다. 저녁 무렵 제임슨의 무장 부대는 철수하여 보어인 부대의 측면을 공격하려 남동쪽으로 방향을 틀었다. 보어인들은 밤새 이동을 추적했고, 1월 2일 날이 밝아오자 돈콥에서 포병을 갖춘 상당한 보어인 병력이 제임슨을 기다리고 있었다. 지친 습격자들은 처음에는 보어인들과 교전하여 약 30명의 병사를 잃었지만, 제임슨은 상황이 절망적이라는 것을 깨닫고 코만단트 피트 크론제에게 항복했다. 습격자들은 프리토리아로 끌려가 투옥되었다.

## 여파
보어 정부는 나중에 그들을 재판을 위해 영국에 넘겨주었고 영국인 포로들은 런던으로 송환되었다. 습격 며칠 후, 빌헬름 2세는 크뤼거 전문을 보내 크뤼거 대통령과 트란스발 정부의 성공을 "우호국의 도움 없이" 축하하며, 독일의 잠재적인 지원을 암시했다. 이 소식이 영국 언론에 공개되자 반독일 감정의 폭풍이 일었다. 제임슨 박사는 언론과 런던 사회로부터 징고이즘에 휩싸여 반보어, 반독일 감정으로 인해 영웅시되었다. 제임슨은 습격을 주도한 죄로 15개월형을 선고받아 홀러웨이 감옥에서 복역했다. 트란스발 정부는 영국 남아프리카 회사로부터 거의 100만 파운드의 배상금을 받았다.
제임슨과 공모한 혐의로 개혁위원회 (트란스발) 위원들, 즉 프랭크 로즈 대령과 존 헤이스 해먼드를 포함한 위원들은 비참한 환경에 수감되어 대역죄로 유죄 판결을 받고 교수형을 선고받았다. 이 형은 나중에 15년 징역형으로 감형되었고, 1896년 6월에는 위원회의 모든 생존자들은 고액의 벌금을 지불하고 석방되었다. 제임슨을 지원한 것에 대한 추가적인 처벌로, 고도로 훈장을 받은 로즈 대령은 영국 육군의 예비역 명단에 오르고 육군 업무에 적극적으로 참여하는 것이 금지되었다. 감옥에서 풀려난 후, 로즈 대령은 즉시 그의 형제 세실과 영국 남아프리카 회사의 제2차 마테벨레 전쟁에 참여했다. 이 전쟁은 트란스발 북쪽의 마타벨레랜드에서 진행 중이었다. 세실 로즈는 습격 계획 및 지원에 대한 명백한 연루로 인해 1896년 케이프 식민지 총리직에서 사임해야 했다. 그는 또한 알프레트 바이트와 함께 영국 남아프리카 회사의 이사직에서도 사임했다.
제임슨의 습격으로 마타벨레랜드는 많은 병력을 잃어 전체 지역이 취약해졌다. 이러한 약점을 틈타 영국 남아프리카 회사에 대한 불만이 폭발하면서, 1896년 3월 은데벨레인은 오늘날 짐바브웨에서 제1차 독립 전쟁, 즉 제1차 치무렝가(Chimurenga)로 기념되는 반란을 일으켰지만, 전 세계적으로는 제2차 마테벨레 전쟁으로 더 잘 알려져 있다. 쇼나인도 곧 그들과 합류했다. 반란 첫 몇 주 만에 수백 명의 유럽인 정착민이 살해되었고, 다음 1년 반 동안 더 많은 사람들이 죽을 것이다. 그들을 지원할 병력이 거의 없었기 때문에, 정착민들은 불라와요 중심부에 서둘러 스스로 라거를 건설해야 했다. 마토보 언덕의 요새에 갇힌 5만 명이 넘는 은데벨레인에 맞서 정착민들은 프레더릭 러셀 번햄, 로버트 베이든파월, 프레더릭 셀루스와 같은 인물들 아래 순찰대를 조직했다. 은데벨레인과 쇼나인들이 마침내 무기를 내려놓은 것은 1897년 10월이 되어서였다.

## 정치적 영향
영국에서 자유당은 보어 전쟁에 반대했고, 나중에 반대했다. 나중에 제임슨은 케이프 식민지 총리(1904–08)가 되었고 남아프리카 연방의 설립자 중 한 명이 되었다. 그는 1911년 준남작이 되었고 1912년 영국으로 돌아왔다. 1917년 사망 시, 그는 불라와요 근처 마토보 언덕에 있는 세실 로즈와 제1차 마테벨레 전쟁에서 사망한 샹가니 순찰대 소속 34명의 BSAC 군인 옆에 안장되었다.

## 영국-보어 관계에 대한 영향
이 사건은 영국-보어 관계를 위험할 정도로 악화시켰다. 카이저 빌헬름 2세가 "습격자"들을 물리친 폴 크뤼거를 축하하는 "크뤼거 전문"을 보낸 것이 긴장을 더욱 고조시켰다. 독일의 전보는 보어인들에게 군사적 지원을 제안하는 것으로 널리 해석되었다. 빌헬름은 이미 독일과 영국 간의 값비싼 영국-독일 해군력 경쟁을 시작한 후 많은 사람들에게 반영국적 인물로 인식되고 있었다.
긴장이 빠르게 고조되면서 트란스발 공화국은 대량의 무기를 수입하기 시작했고 1897년 오라녜 자유국과 동맹을 맺었다. 얀 스뮈츠는 1906년 습격에 대해 "제임슨 습격은 진정한 선전포고였다... 그리고 그 뒤에 이어진 4년 간의 휴전에도 불구하고 그러했다... 침략자들은 동맹을 공고히 했고... 방어자들은 반면에 침묵하며 불가피한 일에 대비했다"고 썼다.
조지프 체임벌린은 요하네스버그 봉기의 경우 무력 지원을 보내는 로즈의 계획을 이전에 승인했음에도 불구하고 습격을 비난했다. 런던에서는 일부 언론의 비난에도 불구하고 대부분의 신문은 이 사건을 반보어 감정을 부추기는 기회로 삼았다. 제임슨과 그의 습격자들은 남아프리카에서의 행동으로 런던에서 형사 고발을 당했음에도 불구하고 많은 대중에게 영웅으로 대우받았다. 체임벌린은 트란스발의 긴장 고조를 보어 국가들을 합병할 기회로 환영했다.

## 현대적 반응
오늘날까지 제임슨의 제임슨 습격 개입은 다소 수수께끼로 남아 있는데, 이는 그의 이전 이력, 남은 생애, 그리고 성공적인 후기 정치 경력과는 다소 어긋나기 때문이다. 2002년 반 리베크 협회는 '그레이엄 바워 경의 제임슨 습격과 남아프리카 위기 비사, 1895–1902'(데릭 슈로이더와 제프리 버틀러 편집, 반 리베크 협회, 케이프타운, 제2시리즈 33호)를 출판하여, 당시 습격자들에 대한 투옥과 판결이 부당했다는 역사적 증거를 추가했다. 이는 후기 역사 분석에서 조지프 체임벌린과 그의 참모진이 자신의 습격 연루와 지식을 숨기기 위한 계산된 정치적 책동이었던 것으로 드러났기 때문이다.
2004년 그레이엄 바워의 기록에 대한 앨런 커즌스의 평론에서, 커즌스는 바워의 역사에서 "몇 가지 주요 주제와 관심사가 드러난다"며, "아마도 가장 가슴 아픈 것은 습격 이후 바워가 희생양이 되었던 이야기일 것이다: '희생양이 필요했으므로 나는 그러한 역할로 조국을 위해 봉사할 의향이 있었다.'"고 언급했다.
커즌스는 바워에 대해 다음과 같이 썼다.
그의 엄격한 명예 규범에 대한 매우 분명한 인식이 드러나며, 남아프리카의 통합, 평화, 행복뿐만 아니라 유럽의 평화까지도 그가 진실을 말하면 위협받을 것이라는 확신을 가지고 있었다. 그는 세실 로즈에게 특정 사적인 대화를 누설하지 않겠다고 약속했으므로 그것을 지켜야 한다고 믿었으며, 동시에 그가 의회 위원회에 허큘리스 로빈슨 경과 조지프 체임벌린이 요하네스버그에서 봉기를 계획하는 자들을 부도덕하게 부추기는 데 긴밀히 개입했음을 보여주는 어떤 말을 한다면 영국에 매우 해로울 것이라고 확신했다.

마지막으로 커즌스는 다음과 같이 말했다.
그의 회상에서 바워는 특히 체임벌린에 대해 비난적인 판단을 내리는데, 그를 의회에 '뻔뻔한 거짓말'을 하고, 조사에 공개된 문서에서 위조에 가까운 행위를 했다고 비난한다. 위원회 보고서에서 바워는 공모에 책임이 있는 것으로 밝혀졌지만, 조지프 체임벌린이나 로빈슨에게는 아무런 비난도 가해지지 않았다. 그의 이름은 평생 동안 명예를 회복하지 못했고, 바워는 식민지 업무에서 자신이 마땅히 받아야 할 적절한 직위로 복직되지 못했다. 사실상 그는 모리셔스 식민지 장관으로 강등되었다. 그가 느꼈던 쓰라림과 배신감은 그의 발언에서 매우 분명하게 드러난다.

## 같이 보기
- 드리프츠 위기
- 남아프리카 공화국의 군사사
- 제2차 보어 전쟁
- 제2차 마테벨레 전쟁

## 더 읽어보기
- Ash, Chris (2012). 《The If Man: Dr Leander Starr Jameson, the Inspiration for Kipling's Masterpiece》. Helion & Company. ISBN 978-1-907677-74-8.
- Blainey, G. (1965). 《Lost Causes of the Jameson Raid》. 《The Economic History Review》 18. 350–366쪽. doi:10.2307/2592099. ISSN 0013-0117. JSTOR 2592099.
- Gordon, C. T. (1970). 《The growth of Boer opposition to Kruger, 1890-1895》. Oxford: University Press. ISBN 978-0-19-637101-6.
- Holli, Melvin G. "Joseph Chamberlain and the Jameson Raid: A Bibliographical Survey". Journal of British Studies 3#2 1964, pp. 152–166. online.
- Longford, Elizabeth (1982) [1960]. 《Jameson's Raid: the prelude to the Boer War》. Jonathan Ball. ISBN 9780868500379. A revision of 《Jameson's Raid》. Weidenfeld and Nicolson. 1960. ISBN 9780297781363.. Author's full name: Elizabeth Harman Pakenham, countess of Longford.
- Mendelsohn, Richard (2007). 《Blainey and the Jameson Raid: the debate renewed》 (PDF). 《Journal of Southern African Studies》 6. 157–170쪽. doi:10.1080/03057078008708012. ISSN 0305-7070.
- Onselen, Charles van. The Cowboy Capitalist: John Hays Hammond, the American West, and the Jameson Raid(University of Virginia Press, 2018)
- Porter, Andrew N. (1980). 《The Origins of the South African War: Joseph Chamberlain and the Diplomacy of Imperialism, 1895-99》. Manchester University Press. ISBN 978-0-7190-0763-7.
- Roberts, Andrew (2000). 〈Ch. 37〉. 《Salisbury: Victorian Titan》. Phoenix. ISBN 978-0-7538-1091-0.
- Rhoodie, D.O. (1967). 《Conspirators in Conflict: A Study of the Johannesburg Reform Committee and its Role in the Conspiracy Against the South African Republic》. Tafelberg-Uiygewers.
- Van Der Poel, Jean (1951). 《The Jameson Raid》. Oxford: University Press.
- Van Hartesveldt, Fred R. (2000). 《The Boer War: Historiography and Annotated Bibliography》. Greenwood Publishing Group. ISBN 978-0-313-30627-3.